# Odmierzacz paliw ciekłych

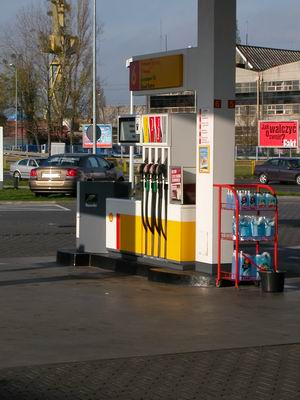
Odmierzacz paliw ciekłych

Odmierzacz paliw ciekłych – instalacja pomiarowa przeznaczona do napełniania paliwem ciekłym pojazdów, małych łodzi i małych samolotów.
Odmierzacze stosowane na stacjach paliw w Polsce podlegają legalizacji co 25 miesięcy. Ich błędy graniczne dopuszczalne wynoszą ±0,5%.
Innym rodzajem odmierzaczy są odmierzacze do gazu ciekłego propan-butan. Ich legalizacja jest ważna 13 miesięcy, a maksymalny dopuszczalny błąd pomiaru wynosi ±1%.
Różnica pomiędzy odmierzaczem a instalacją pomiarową do paliw ciekłych polega na tym, że odmierzacze posiadają przelicznik należności (wyświetlana cena jest na bieżąco mnożona przez odmierzoną ilość cieczy). Natomiast instalacje pomiarowe posiadają jedynie wyświetlacz odmierzonej cieczy (bez opłaty). Instalacje są najczęściej wykorzystywane przy obrocie paliwem wewnątrz jednego przedsiębiorstwa, np. przy tankowaniu własnych samochodów ciężarowych przez instalację podłączoną do zbiornika z wcześniej zakupionym paliwem).

## Unikod
W unikodzie symbol odmierzacza paliw ciekłych znajduje się na pozycji Miscellaneous Symbols U+26FD ⛽ FUEL PUMP.